# Presinge
Presinge là một đô thị of the canton thuộc Geneva ở Thụy Sĩ.

## Liên kết ngoài

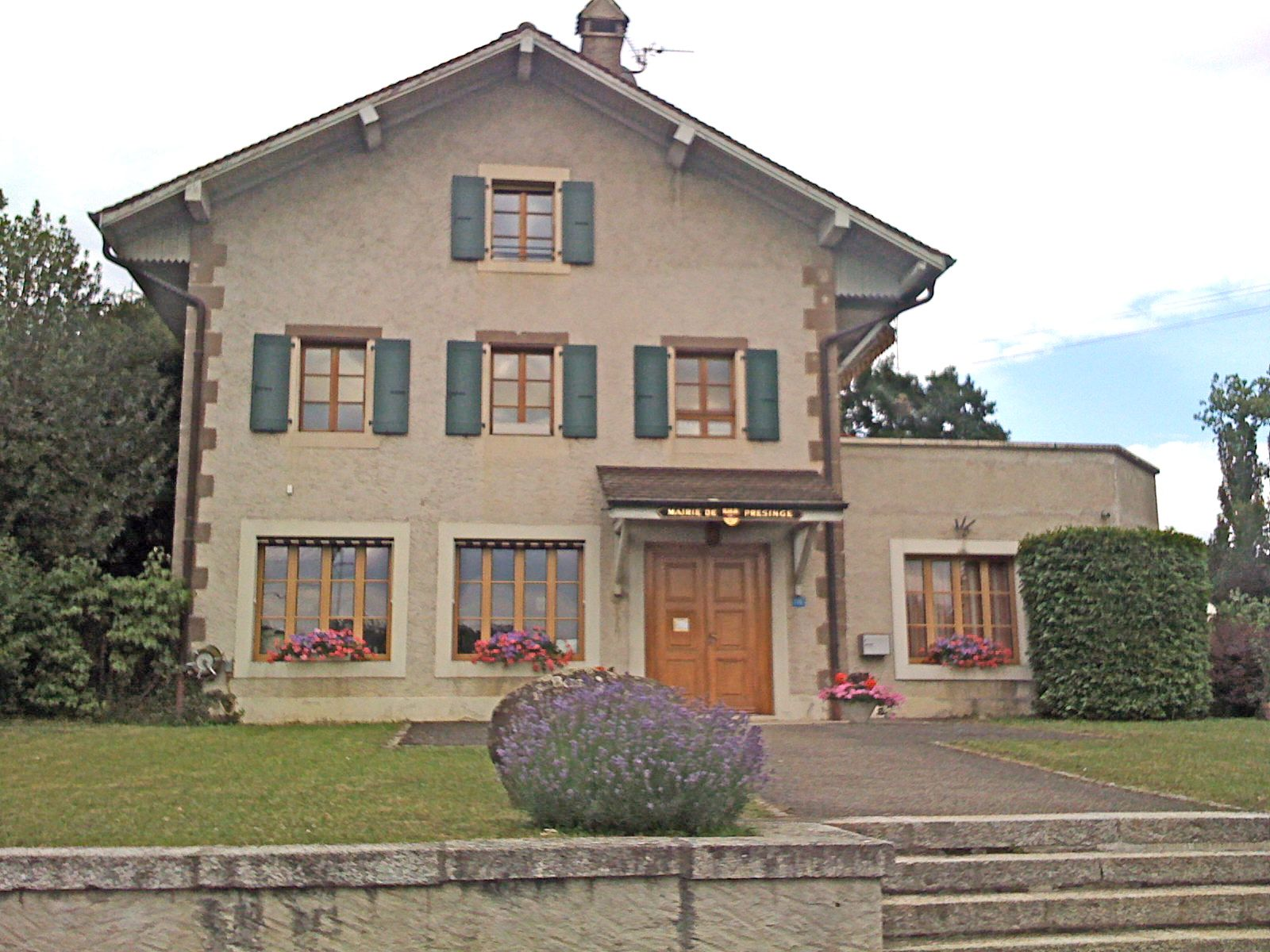
Tòa thị chính Presinge